# East Cracroft Island
East Cracroft Island är en ö i Kanada.   Den ligger i Regional District of Mount Waddington och provinsen British Columbia, i den sydvästra delen av landet, 3 700 km väster om huvudstaden Ottawa.
I omgivningarna runt East Cracroft Island växer i huvudsak barrskog. Trakten runt East Cracroft Island är nära nog obefolkad, med mindre än två invånare per kvadratkilometer.